# أكال الورق
أكال الورق أو آكل الورق (الاسم العلمي: Phyllophaga)، جنس خنافس كبير جدًا (أكثر من 900 نوع) من خنافس الجعران في العالم الجديد وتنتمي إلى فُصيلة متلفات الفواكه. الأسماء الشائعة لهذا الجنس والعديد من الأجناس الأخرى ذات الصلة في الفُصيلة متلفات الفواكه هي خنافس مايو، وبق يونيو، وخنافس يونيو. يتراوح حجمها من 12 إلى 35 ملم (0.47 إلى 1.38 بوصة). ألوانها سود أو بني محمر، دون علامات بارزة، وغالبًا ما تكون مشعرة من الناحية البطنية. هذه الخنافس ليلية، وتنجذب إلى الأضواء بأعداد كبيرة.
الاسم العلمي مشتق من ا اليونانية phyllon والتي تعني «ورقة»، و phagos (φαγος)، والتي تعني «آكل».